# Движещ естествен отбор
В популационната генетика, движещият естествен отбор се наблюдава тогава, когато естественият отбор благоприятства един-единствен фенотип, поради което алелната честота постоянно се измества в една посока. Под действието на движещия естествен отбор, благоприятният алел увеличава честотата си, независимо от доминантността му спрямо други алели (дори ако благоприятният алел е рецесивен, той в крайна сметка ще бъде фиксиран. Движещият отбор е антитезата на балансиращия естествен отбор и е аналогичен на стабилизиращия отбор, при който множество алели биват благоприятствани и при който се елиминират вредните мутации от една популация.
|  | Тази страница частично или изцяло представлява превод на страницата Directional selection в Уикипедия на английски. Оригиналният текст, както и този превод, са защитени от Лиценза „Криейтив Комънс – Признание – Споделяне на споделеното“, а за съдържание, създадено преди юни 2009 година – от Лиценза за свободна документация на ГНУ. Прегледайте историята на редакциите на оригиналната страница, както и на преводната страница, за да видите списъка на съавторите. ВАЖНО: Този шаблон се отнася единствено до авторските права върху съдържанието на статията. Добавянето му не отменя изискването да се посочват конкретни източници на твърденията, които да бъдат благонадеждни. |